# Faraz Jaka
Faraz Jaka (* 9. September 1985 in San José, Kalifornien) ist ein professioneller US-amerikanischer Pokerspieler. Er wurde 2009/10 als Spieler des Jahres der World Poker Tour ausgezeichnet und gewann 2023 ein Bracelet bei der World Series of Poker.

## Persönliches
Jaka spielte in der Highschool Basketball und betrieb Leichtathletik. Dabei stellte er Zeitrekorde über eine Meile (4:29 Minuten) und eine halbe Meile (1:59 Minuten) auf. Jaka besuchte die University of Illinois in Urbana-Champaign und studierte dort Betriebswirtschaftslehre. Er lebt in Chicago.

## Pokerkarriere
Jaka spielte in der Hoffnung, einen Flush zu treffen, anfangs jede Hand einer Spielfarbe. Diese leichtsinnige Spielweise brachte ihm den Spitznamen „The Toilet“ ein. Jaka spielt seit Juli 2006 online unter den Nicknames Pokerguy21 (GGPoker), The-Toilet 0 (PokerStars und Full Tilt Poker) und The_Toilet (UltimateBet). Er hat Online-Turniergewinne von mehr als 4 Millionen US-Dollar aufzuweisen.
Seine erste Geldplatzierung bei einem Live-Turnier erzielte Jaka Mitte Juni 2007 bei der World Series of Poker (WSOP) im Rio All-Suite Hotel and Casino am Las Vegas Strip. Dort kam er bei einem Turnier der Variante No Limit Hold’em ins Geld. Im Februar 2008 gewann er ein Event beim L.A. Poker Classic in Los Angeles mit einer Siegprämie von mehr als 100.000 US-Dollar. Ende Juni 2009 erreichte der Amerikaner seinen ersten WSOP-Finaltisch und erhielt für den dritten Platz rund 400.000 US-Dollar. Mitte Juli 2009 saß er beim Main Event der World Poker Tour (WPT) im Hotel Bellagio am Las Vegas Strip am Finaltisch und belegte den mit knapp 775.000 US-Dollar dotierten zweiten Platz. Im Dezember 2009 erreichte Jaka erneut den Finaltisch beim WPT-Main-Event und wurde beim Five Diamond World Poker Classic Dritter und erhielt mehr als 570.000 US-Dollar. Aufgrund dieser Leistungen wurde er am Saisonende im April 2010 als WPT Player of the Year ausgezeichnet. Mitte Januar 2012 wurde der Amerikaner beim Main Event des PokerStars Caribbean Adventures auf den Bahamas Dritter und sicherte sich 755.000 US-Dollar. Bei der im September 2012 in Cannes ausgespielten World Series of Poker Europe erreichte er einen Finaltisch, der ihm rund 85.000 Euro einbrachte. Mitte März 2013 wurde Jaka beim High-Roller-Event der European Poker Tour in London Zweiter und erhielt umgerechnet mehr als 360.000 US-Dollar. Ende September 2014 belegte der Amerikaner beim Main Event der World Championship of Online Poker den fünften Platz und sicherte sich sein bisher höchstes Online-Preisgeld von knapp 420.000 US-Dollar. Mitte November 2014 gewann er das High Roller des WPT Emperors Palace Poker Classic in Johannesburg mit einer Siegprämie von mehr als 100.000 US-Dollar. Mitte Januar 2015 belegte Jaka beim PCA High Roller den siebten Platz und erhielt rund 220.000 US-Dollar. Im März 2015 kam er an den Finaltisch des WPT-Main-Events in San José und erhielt für seinen fünften Platz über 200.000 US-Dollar. Bei der WSOP 2017 erreichte der Amerikaner zwei Finaltische und verbuchte Preisgelder von insgesamt über 270.000 US-Dollar. Mitte April 2018 wurde er beim WPT-Main-Event des Seminole Hard Rock Poker Showdown in Hollywood Zweiter und sicherte sich mehr als 450.000 US-Dollar. Bei der World Series of Poker Online beendete Jaka im September 2021 auf GGPoker das Fifty Stack auf dem mit knapp 190.000 US-Dollar dotierten zweiten Rang. Bei der mittlerweile im Horseshoe Las Vegas und Paris Las Vegas ausgespielten WSOP 2023 entschied er ein Shootout-Turnier für sich und wurde mit einem Bracelet sowie dem Hauptpreis von knapp 240.000 US-Dollar prämiert.
Insgesamt hat sich Jaka mit Poker bei Live-Turnieren mehr als 7 Millionen US-Dollar erspielt. Von April bis November 2016 spielte er als Teammanager von San Francisco Rush in der Global Poker League und kam mit seinem Team bis in die Playoffs.